# アメリカvsジョン・レノン
『アメリカvsジョン・レノン』(The U.S. vs. John Lennon)は、2006年に発表されたジョン・レノンのアルバム。ドキュメンタリー映画『PEACE BED アメリカVSジョン・レノン』のサウンドトラック。

## 収録曲
1. パワー・トゥ・ザ・ピープル -  Power to the People
2. ノーバディ・トールド・ミー - Nobody Told Me" – 3:34
3. 労働階級の英雄（ワーキング・クラス・ヒーロー） - "Working Class Hero
4. 悟り -  I Found Out
5. ベッド・ピース - Bed Peace
6. ジョンとヨーコのバラード - The Ballad of John and Yoko
7. 平和を我等に - Give Peace a Chance" – 4:50
8. ラヴ - Love
9. アッティカ・ステート<ライヴ> - Attica State
10. ハッピー・クリスマス（戦争は終った） - Happy Xmas (War is Over)
11. 兵隊にはなりたくない - I Don't Wanna Be a Soldier Mama
12. イマジン - Imagine
13. ハウ・ドゥ・ユー・スリープ?（眠れるかい?）<インストゥルメンタル> - How Do You Sleep" (instrumental)
14. ニューヨーク・シティ - New York City
15. ジョン・シンクレア<ライヴ> - John Sinclair" (live)
16. 心のしとねは何処 - Scared
17. ゴッド（神）- God
18. ヒア・ウィ・ゴー・アゲイン - Here We Go Again
19. 真実が欲しい - Gimme Some Truth
20. オー・マイ・ラヴ - Oh My Love
21. インスタント・カーマ - Instant Karma